# Hospital San Francisco de Asís
El Hospital San Francisco de Asís es un centro médico estatal perteneciente a la Caja Costarricense del Seguro Social. Está ubicado en la ciudad de Grecia, en la provincia de Alajuela, Costa Rica. 
Fue fundado en el año 1858 y tiene un carácter regional en la zona del Occidente del Valle Central del país.

## Historia
En 1858, treinta años después de la fundación del cantón costarricense de Grecia, no se contaba aún con ningún servicio de salud. A fines de ese año, Ramón Quesada fundó un primer hospital provisional para alojar a los enfermos pobres del lugar. La asistencia médica estaba a cargo del Dr. Víctor Lefebre, en su mantenimiento se contaba con la ayuda de la comunidad, entre ellos Ramón Salas y Pedro Bolaños. En 1860 el edificio se convirtió en escuela pública. En 1883, se volvió a abrir el hospital que, cuando no había enfermos asilados, cerraba sus puertas. 
En 1895 comenzó a edificarse un verdadero hospital. Entretanto, Mercedes Quesada convirtió en Asilo Hospitalario su propia casa, llegando a mantener a más de catorce inválidos, a los que proporcionaba alimentos, servicios y medicinas. La asistencia médica estaba a cargo de Carlos María Ulloa. A Ramón Quesada, su hijo Mercedes y Gregario Rojas, que contribuyeron cada uno con la suma de 200 colones para la compra de los terrenos destinados a la construcción del Hospital, se sumó Lorenzo Hidalgo que donó parte de su fortuna para este fin. En 1880, ya techada la construcción y por desavenencias con los vecinos de los distritos, el edificio fue incendiado.[cita requerida]
La institución fue traspasada en su totalidad de acuerdo a la ley de la República, a la Caja Costarricense del Seguro Social, cuando contaba con 90 camas. Tras el traspaso a la Caja, se aumentó el personal médico, de enfermería y administrativo, bajo la dirección del doctor Edgar Chaverri Escalante y como administrador Francisco Dobles Riggioni, este hasta 1990.
Chaverri Escalante sirvió a la institución desde 1956 a 1985, fecha de su jubilación. Lo sucedió Manuel Zeledón, y a este la doctora María Eugenia Villalta. En los últimos años se han reestructurado los pabellones de mujeres y de hombres, la central de equipos, el vestidor de quirófano y el nuevo servicio de emergencias médicas y observación.

## Origen del nombre
A finales del siglo XIX, Francisco Serrano, que por altruismo dedicó grandes esfuerzos en apoyo del hospital, había traído de la capital una imagen de San Francisco de Asís. Como respuesta a su actitud, la comunidad decidió bautizar al hospital con el nombre del humilde santo italiano.